# Marrgu
Marrgu é uma língua da Austrália, usada pela Região do Território do Norte, na Ilha Croker.